# Peugeot 905
Der Peugeot 905 ist ein Sportwagen-Prototyp, den Peugeot zur Teilnahme an der Sportwagen-Weltmeisterschaft entwickelte, die er 1992 gewinnen konnte. Außerdem siegte die französische Automarke 1992 und 1993 beim 24-Stunden-Rennen von Le Mans.

## Einführung
Nachdem Peugeot Talbot Sport in den Vorjahren unter der Leitung von Jean Todt in der Rallye-Weltmeisterschaft sehr erfolgreich gewesen war, suchte das Team nach Absage der Fahrzeugkategorie Gruppe B nach einem neuen Betätigungsfeld. Am 23. November 1988 teilten Jean Boillot, Vorsitzender der Automarke Peugeot, und Jean Todt der Presse mit, an der Sportwagen-Weltmeisterschaft teilzunehmen. 15 Monate später wurde ein Modell des 905 in Originalgröße vorgestellt.

## Modell-Varianten

### Peugeot 905
Für den 905 genannten Prototyp entwickelte Peugeot in Zusammenarbeit mit dem Luftfahrtunternehmen Dassault ein Chassis aus kohlenstofffaserverstärktem Kunststoff, das mit einem 3,5 Liter Saugmotor, der den damaligen Formel-1-Motoren sehr nahekam, ausgestattet wurde. Der Peugeot SA35-A1 genannte V-Motor hatte 10 Zylinder, deren Bänke in einem Winkel von 80° angeordnet waren und erzeugte bei 12.500/min eine Leistung von 480 kW (660 PS). Unter der Leitung von André de Cortanze verlieh Gérard Welter dem 905 eine sehr charakteristische Frontpartie, die stark an die der damaligen Serienfahrzeuge erinnerte. Eine Besonderheit des Fahrzeugs waren die ins Cockpit verlegten Rückspiegel.

### Peugeot 905 Evo1 bis

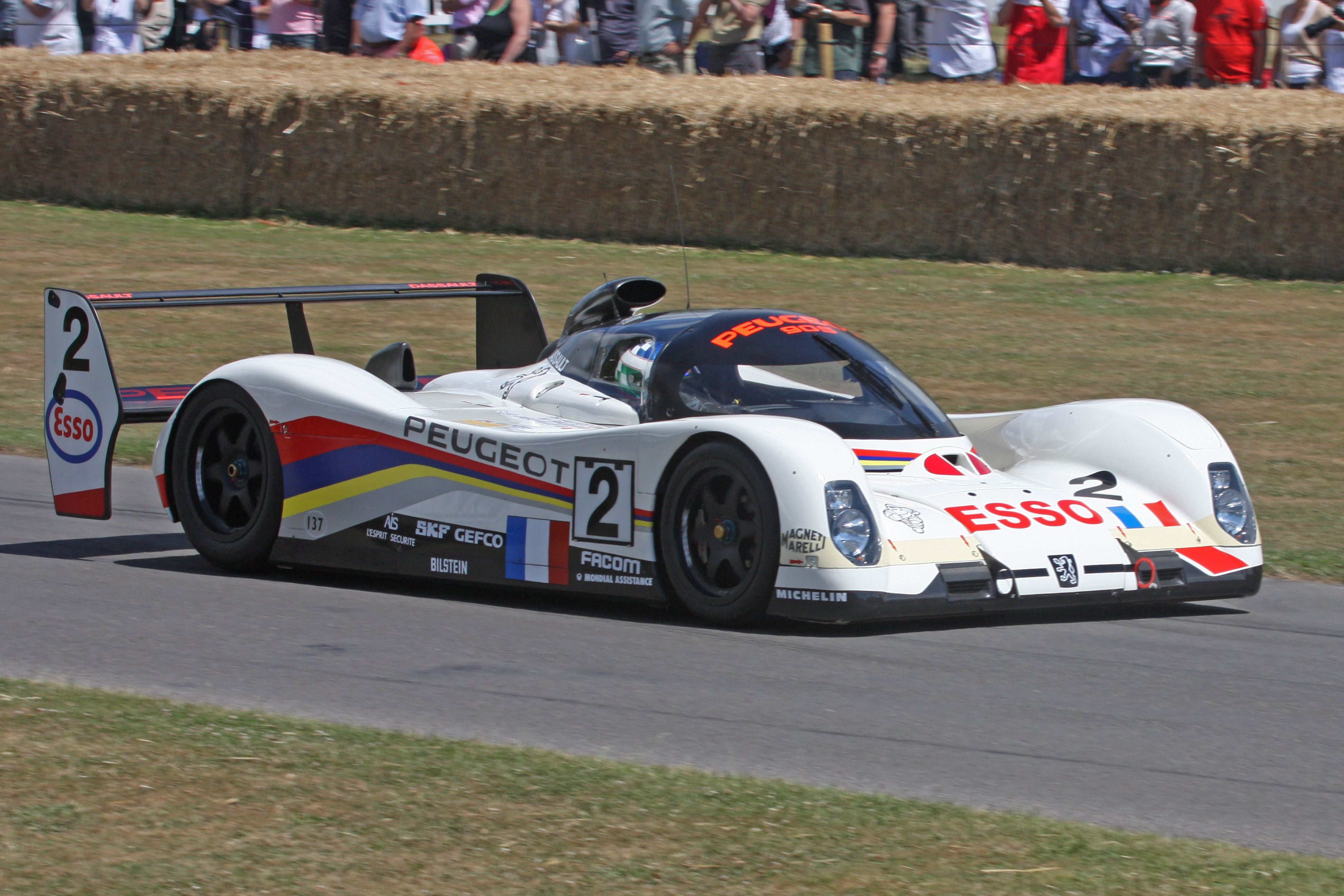
Peugeot 905 Evo1 bis

Nachdem sich herausgestellt hatte, dass der Peugeot 905 zu langsam und unzuverlässig war, überarbeitete Peugeot die Aerodynamik des 905 komplett, so dass lediglich das Cockpit noch an den ursprünglichen 905 erinnerte. Außerdem kam mit dem Peugeot SA35-A2 eine neue Ausbaustufe des Motors zum Einsatz. 1992 wurde das Entwicklungsteam um Enrique Scalabroni verstärkt, der sich hauptsächlich um die Verbesserung des mechanischen Grips des Fahrzeugs kümmern und Projektleiter de Cortanze entlasten sollte. Für die Saison 1993 wurde die Ausbaustufe Evo1 bis um einige Verbesserungen ergänzt. So erhielt das Fahrzeug unter anderem das neuentwickelte Getriebe des Evo2.

### Peugeot 905 Evo2
Noch bevor der Evo 1 bis sein Debüt gab, begannen die Peugeot-Ingenieure mit der Entwicklung des Nachfolgers, Evo2 genannt, der Ende 1992 erstmals auf die Strecke geschickt wurde. Vor allem durch die zerklüftete Frontpartie hob er sich von seinem Vorgänger ab, zudem sorgte ein schmaleres Cockpit für weniger Luftwiderstand und Gewicht. Aufgrund seines futuristisch wirkenden Äußeren, erhielt das Fahrzeug bald den Spitznamen Supercopter. Neben vielen Änderungen im Detail war eine weitere wichtige Neuerung das halbautomatische 6-Gang-Getriebe, das den Fahrern das Schalten vereinfachte.

## Renneinsätze

### 1990

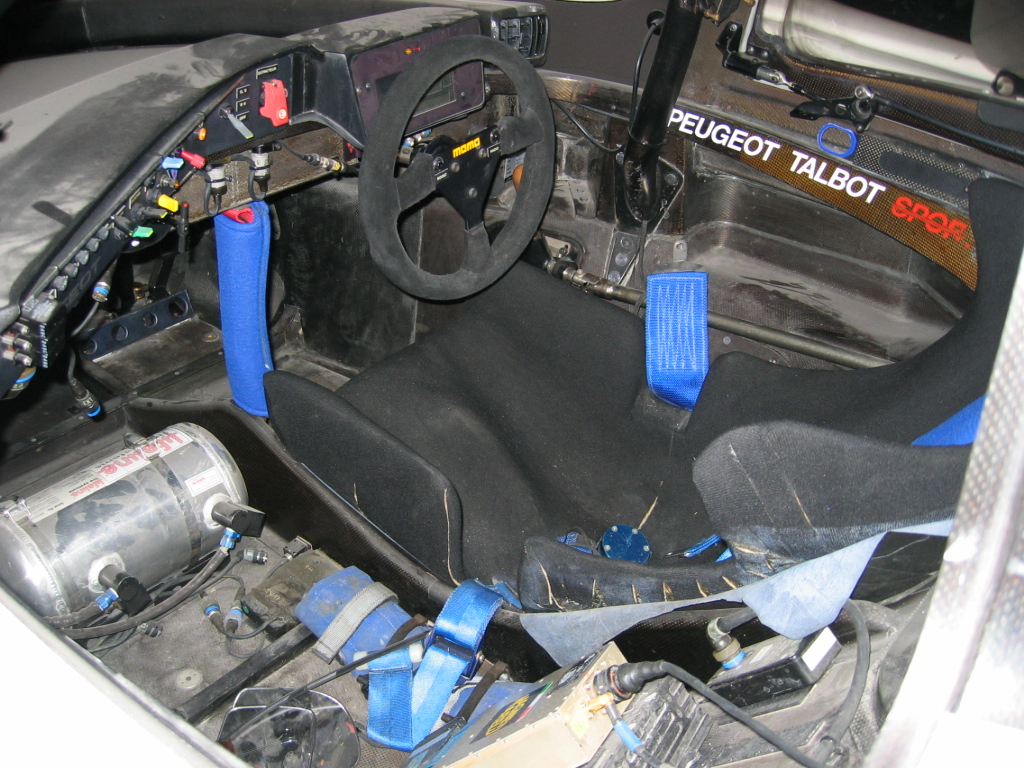
Cockpit des 905 Evo

Am 20. Juni wurde der Prototyp erstmals auf dem Autodrome de Linas-Montlhéry getestet. Eine Woche später absolvierte Jean-Pierre Jabouille die Distanz von 500 km auf der Teststrecke des Reifenlieferanten Michelin. Er übernahm ebenfalls den ersten öffentlichen Auftritt des Peugeot 905, am 4. Juli 1990 auf dem Rennkurs von Magny-Cours.
Nach einigen weiteren Tests auf französischem Boden, wurden zwei Wagen zum achten Lauf der Sportwagen-Weltmeisterschaft 1990 nach Montréal geflogen. Beim Renndebüt am 23. September wechselten sich der bisherige Testfahrer Jabouille und der ehemalige Formel-1-Weltmeister Keke Rosberg hinter dem Steuer des Peugeot 905 ab. Allerdings fiel der Wagen nach einem Drittel der Renndistanz aus. Beim letzten Lauf der Saison in Mexiko beendete das Fahrerduo ihr erstes Rennen, trotz Problemen mit dem Starter, auf dem 13. Platz.

### 1991
Nach einem überraschenden Sieg beim Auftakt in Suzuka waren die nächsten Rennen von Ausfällen und hinteren Plätzen geprägt. Bei den 24 Stunden von Le Mans aber stellte das Trio Jabouille, Philippe Alliot und Mauro Baldi seinen Peugeot 905 auf die Pole, Rosberg, Yannick Dalmas und Pierre-Henri Raphanel komplettierten die erste Startreihe im zweiten 905. Nach einem furiosen Start ereilten beide Autos technische Defekte und so war bereits nach vier Stunden kein Peugeot mehr im Rennen.
Nach diesen ernüchternden Ergebnissen brachte Peugeot beim fünften Lauf der Sportwagen-Weltmeisterschaft auf dem Nürburgring ein komplett überarbeitetes Fahrzeug an den Start, den Peugeot Evo1 bis. Von nun an war Peugeot das Team, das es zu schlagen galt. Zwei Doppelsiege in Magny-Cours und auf dem Autódromo Hermanos Rodríguez belegten dies eindrucksvoll. Am Ende der ersten Saison 1991 waren Philippe Alliot und Mauro Baldi Vizemeister der Fahrermeisterschaft, während Peugeot Talbot Sport in Teamwertung nur vom Jaguar-Werksteam übertroffen wurde.

### 1992

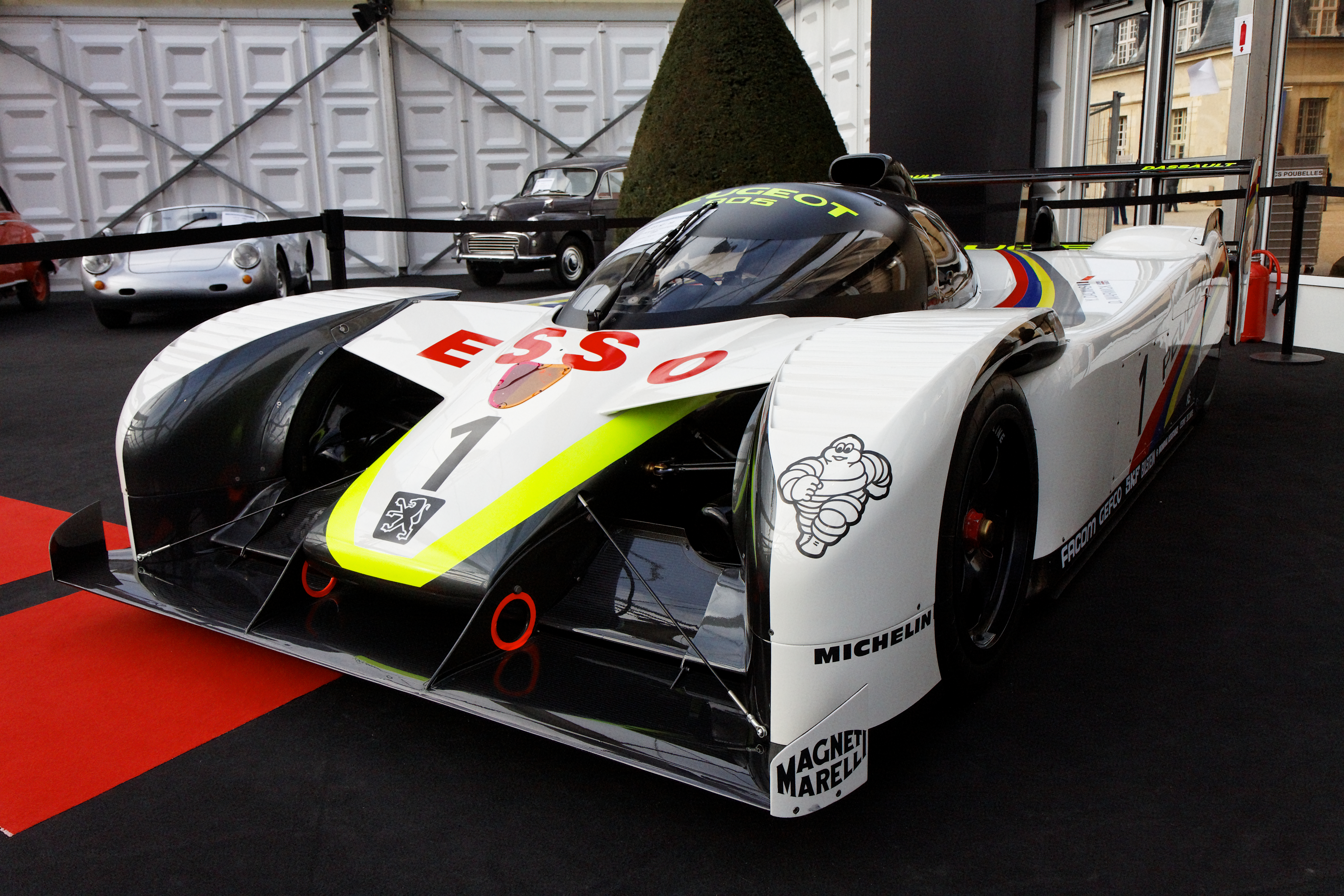
Peugeot 905 Evo2

Nach dem Ausstieg von Jaguar und Mercedes-Benz aus der Sportwagen-WM drohte die Saison 1992 zur Farce zu werden, wurde jedoch auf Drängen Peugeots trotzdem durchgeführt. Außer Peugeot waren nur noch Toyota und Mazda werksseitig aktiv, stellten jedoch keine ernsthafte Konkurrenz dar. Peugeot gewann überlegen fünf der sechs Meisterschaftsläufe und sicherte sich sowohl die Fahrer- als auch die Konstrukteurs-Meisterschaft der Sportwagen-WM.
Der Saison-Höhepunkt waren die 24 Stunden von Le Mans, bei denen das Team mit drei Autos an den Start ging. Während das Trio Wendlinger/van de Poele/Ferté durch einen Motorschaden ausschied, gewannen Warwick/Dalmas/Blundell das Rennen vor einem Toyota und dem dritten Peugeot mit der Besetzung Baldi/Alliot/Jabouille.
Beim Training zum letzten Rennen der Saison in Magny-Cours setzte Peugeot erstmals den 905 Evo2 ein, griff aber im Rennen auf den bewährten Evo1 bis zurück. Durch das Ende der Sportwagen-WM blieb der Evo2 ohne einen Renneinsatz.

### 1993
Nach der Absage der Sportwagen-WM für 1993 ging Peugeot nur bei den 24 Stunden von Le Mans an den Start. Auch 1993 sprach sich Jean Todt gegen einen Einsatz des Evo2 aus, daher griffen die Franzosen erneut auf den 905 Evo1 bis zurück. Ohne ernsthafte Konkurrenz beendete man das Rennen hoch überlegen auf den Plätzen 1, 2 und 3.

## Le Mans Resultate
| Jahr | Team                 | Nummer | Fahrer             | Fahrer          | Fahrer                | Platzierung | Ausfallsgrund |
| ---- | -------------------- | ------ | ------------------ | --------------- | --------------------- | ----------- | ------------- |
| 1991 | Peugeot Talbot Sport | #5     | Mauro Baldi        | Philippe Alliot | Jean-Pierre Jabouille | Ausfall     | Motor         |
| 1991 | Peugeot Talbot Sport | #6     | Yannick Dalmas     | Keke Rosberg    | Pierre-Henri Raphanel | Ausfall     | Getriebe      |
| 1992 | Peugeot Talbot Sport | #1     | Yannick Dalmas     | Derek Warwick   | Mark Blundell         | Gesamtsieg  |               |
| 1992 | Peugeot Talbot Sport | #2     | Mauro Baldi        | Philippe Alliot | Jean-Pierre Jabouille | 3. Platz    |               |
| 1992 | Peugeot Talbot Sport | #31    | Eric van de Poele  | Karl Wendlinger | Alain Ferté           | Ausfall     | Motor         |
| 1993 | Peugeot Talbot Sport | #1     | Yannick Dalmas     | Thierry Boutsen | Teo Fabi              | 2. Platz    |               |
| 1993 | Peugeot Talbot Sport | #2     | Mauro Baldi        | Philippe Alliot | Jean-Pierre Jabouille | 3. Platz    |               |
| 1993 | Peugeot Talbot Sport | #3     | Christophe Bouchut | Éric Hélary     | Geoff Brabham         | Gesamtsieg  |               |